# Morvi (stato)

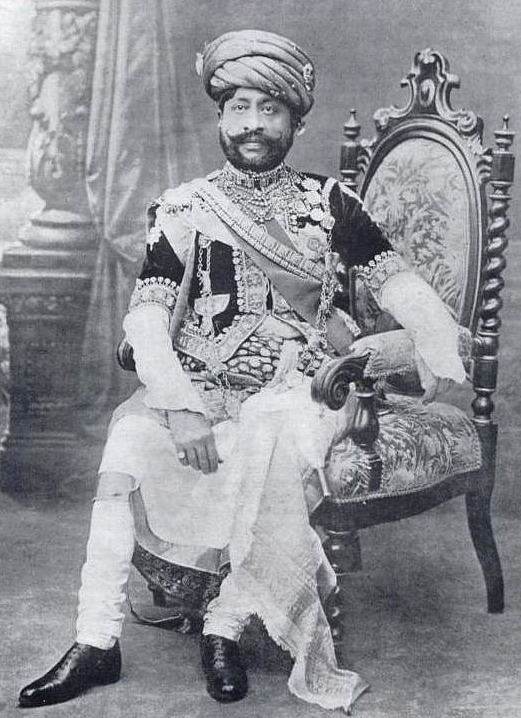
Il maharaja thakur sahib di Morvi, sir Waghji II Rawaji (1858–1922)

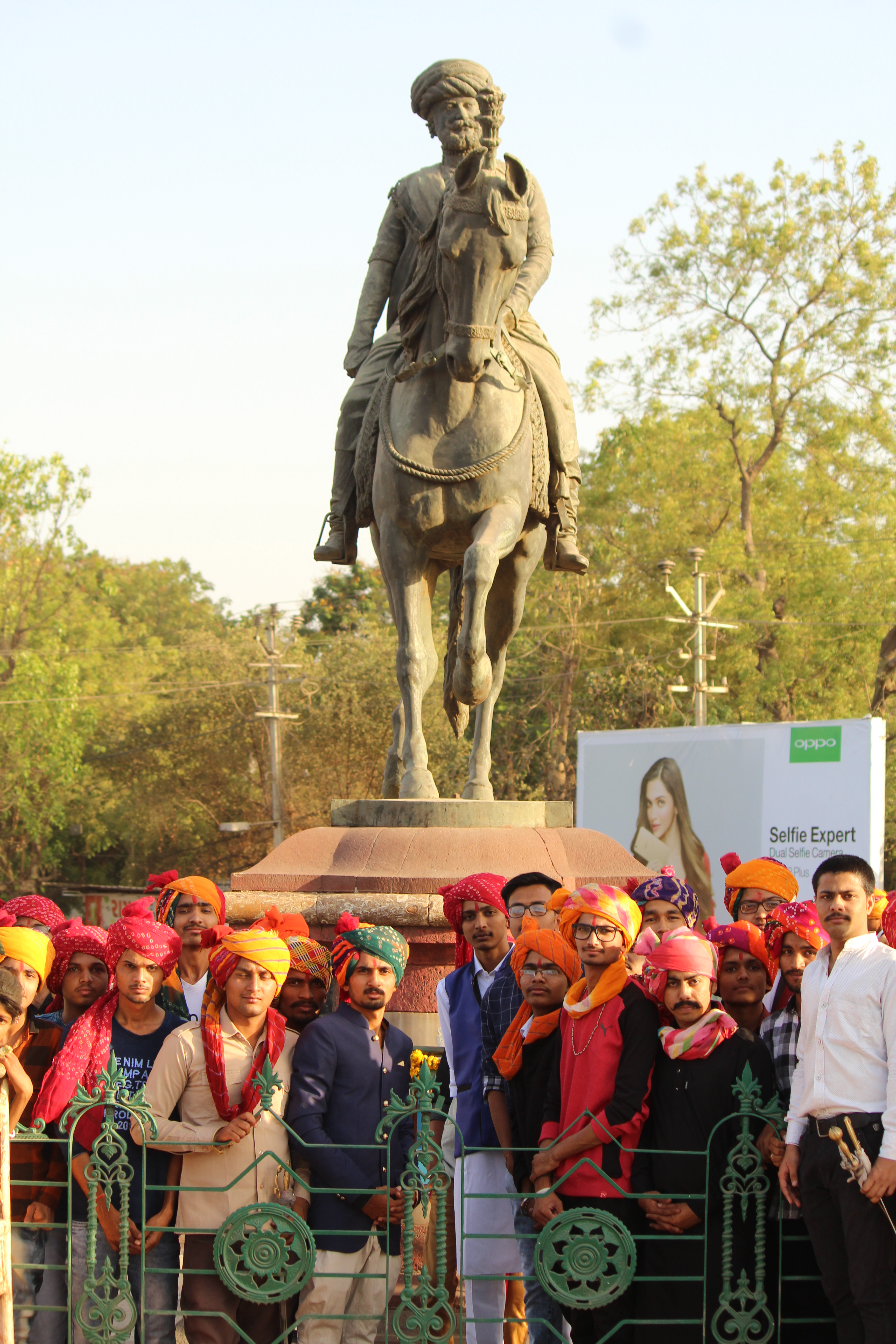
Statua equestre di Kathiyawadi a Waghji

Lo Stato di Morvi (detto anche stato di Morbi o stato di Morvee) è stato un principato del subcontinente indiano avente per capitale la città di Morvi.

## Storia
Lo Stato di Morvi venne fondato nel Kanyoji durante il 1698 dal principe ereditario dello stato di Cutch, dopo che fu costretto a lasciare Bhuj con sua madre perché suo padre Ravaji era stato assassinato e suo zio Pragmalji I era salito al trono. Lo stato di Morvi divenne un protettorato britannico nel 1807 e venne assegnato all'agenzia di Kathiawar della presidenza di Bombay.
Nel 1943, con l'avanzamento pianificato nell'attachment scheme', lo stato di Morvi fu ampliato di ulteriori 310 km2 e 12.500 abitanti grazie all'unione dei piccoli Stati di Hadala Taluk, Kotda-Nayani Thana e Malia.
Il 15 agosto 1947, data storica dell'ottenimento dell'indipendenza dell'India, lo Stato in questione cessò ufficialmente di esistere come entità separata. Successivamente, fu unito inizialmente allo Stato di Saurashtra e, in un momento successivo, incorporato nel più grande Stato di Bombay. Il suo territorio rimase parte di Bombay fino alla sua divisione, che portò alla formazione dell'attuale Gujarat.

## Governanti di Morvi

### Thakur Sahib
- 1698 - 1733 Kanyoji Rawaji (di Cutch) (m. 1733)
- 1733 - 1739 Aliyaji Kanyoji (m. 1739)
- 1739 - 1764 Rawaji Aliyaji I (m. 1764)
- 1764 - 1772 Pachanji Rawaji (m. 1772)
- 1772 - 1783 Waghji I Rawaji (m. 1783)
- 1783 - 1790 Hamirji Waghji (m. 1790)
- 1790 - 1828 Jyaji Waghji (m. 1828)
- 1828 - 1846 Prithirajji Jyaji (m. 1846)
- 1846 - 17 febbraio 1870 Rawaji II Prithirajji (n. 1828 - m. 1870)
- 17 febbraio 1870 - 11 luglio 1922 Waghji II Rawaji (chiamato anche Kehiyawadi American) (n. 1858 - m. 1922) (titolo personale di maharaja dal 16 febbraio 1887) (dal 30 giugno 1887, Sir Waghji II Rawaji)
- 17 febbraio 1870 - 1 gennaio 1879 Regents (Council of administration)
  - - Shambhuprasad Laxmilal
  - - Jhunjhabai Sakhidas (- 187?)
- 11 luglio 1922 - 3 giugno 1926 Lakhdirji Waghji (n. 1876 - m. 1957)

### Maharaja[3]
- 3 giugno 1926 - 15 agosto 1947 Lakhdirji Waghji (s.a.) (dal 1º gennaio 1930, Sir Lakhdirji Waghji)